# Gaastra (kleding)
Gaastra (voluit: Gaastra International Sportswear) is een Nederlands merk van sportieve kleding en schoeisel. Het is gevestigd in het Noord-Hollandse Lijnden.

## Geschiedenis
Het bedrijf werd in 1897 te Sneek opgericht door Douwe Gaastra onder de naam D. Gaastra Zeilmakerij. Na bijna een eeuw als zeilmakerij ontwikkelde het bedrijf zich in 1996 tot een onderneming die sportieve kleding ontwierp en distribueerde met Gaastra als merknaam. In hetzelfde jaar werd het hoofdkantoor van Sneek verplaatst naar Amstelveen. Gaastra werd vervolgens in het jaar 2000 door de Doniger Fashion Group overgenomen. Twaalf jaar later werd het hoofdkantoor wederom verplaatst, ditmaal naar Amsterdam. 

### Faillissement
In 2019 verdween het merk van de markt na faillissement van de moederonderneming. Een deel van Gaastra (Sportswear, in Vught) was al in 2016 failliet verklaard. Het bedrijf maakte twee jaar later een doorstart als onderdeel van de Unlimited Footwear Group.

## Sponsoring
Gaastra was voor het faillissement kledingsponsor van de Sneekweek en van het zeilevenement Les Voiles de Saint-Tropez.